# Péréquation territoriale en France
Depuis la révision constitutionnelle de 2003 en France, la péréquation territoriale est un objectif constitutionnel : l’article 72-2 de la Constitution dispose que « La loi prévoit
des dispositifs de péréquation destinés à favoriser l’égalité entre les collectivités
territoriales ».
En France l’échelon communal joue un rôle prépondérant dans la péréquation par sa surface financière globale (90 Md€ + 33 Md€ pour leurs groupements) suivi par les départements (65 Md€) et les régions (26 Md€)

## Objectif
La péréquation consiste à limiter les disparités de ressources entre collectivités territoriales par rapport aux charges qu'elles doivent supporter. Les ressources et charges dépendent de contraintes géographiques, humaines   et économiques qui ne garantissent pas a priori une adéquation des ressources aux charges de chaque collectivité.
Deux formes de péréquation peuvent être distinguées :
- la péréquation verticale consiste pour l’État à répartir équitablement les dotations versées aux collectivités territoriales ;
- la péréquation horizontale s’opère entre les collectivités territoriales elles-mêmes[2]

## Péréquation verticale

### Ressources
En 2011, l'enveloppe dite normée (dotation globale de fonctionnement, mission Relations avec les collectivités territoriales, dotation globale de décentralisation « formation professionnelle », compensations d'exonérations) sera reconduite à hauteur de son montant 2010 soit 50,447 milliards d'euros.
L'effort de l'État en faveur des collectivités territoriales hors fiscalité transférée atteindra 73,338 milliards d'euros et au total, l'effort financier de l'État en faveur des collectivités territoriales sera de 99,07 milliards d'euros.

### Instruments
Régions:
- Dotation de péréquation des régions

Départements:
- Dotation de fonctionnement minimale (DFM) et Dotation de péréquation urbaine (DPU)

Intercommunalité:
- Dotation d'intercommunalité

Communes: 
- Dotation de solidarité urbaine et de cohésion sociale (DSU)
- Dotation de solidarité rurale (DSR)
- Dotation nationale de péréquation (DNP)
- Fonds départemental de péréquation de la taxe professionnelle (FDPTP)

## Péréquation horizontale

### Ressources
Le fonds de péréquation des droits de mutation à titre onéreux (DMTO) mis en place en 2011, permet de redistribuer 440 millions d’euros entre les départements. En 2012 le FPIC fut premier mécanisme national de péréquation horizontale pour le secteur communal. La péréquation horizontale n’était jusqu’alors mise en œuvre qu’à une échelle départementale (fonds départementaux de péréquation de la taxe professionnelle (FDPTP) ou régionale (fonds de solidarité des communes de la région d’Île-de-France (FSRIF)). 
La péréquation horizontale s’enrichira, en 2013, d’un mécanisme de péréquation sur la croissance de la cotisation sur la valeur ajoutée des entreprises (CVAE) perçue par les régions et les départements.

### Instruments
Régions: 
- Fonds national de péréquation de la cotisation sur la valeur ajoutée des entreprises (CVAE) (mise en place à compter de 2013)

Départements: 
- Fonds national de péréquation de la cotisation sur la valeur ajoutée des entreprises (CVAE) (mise en place à compter de 2013)
- Fonds de péréquation des droits de mutation à titre onéreux des départements

Intercommunalités
- Dotation de solidarité communautaire (DSC)
- Fonds de solidarité des communes de la région Ile-de-France (FSRIF)
- Fonds national de péréquation des ressources intercommunales et communales (FPIC)

Communes:
- Fonds départemental de péréquation de la taxe additionnelle aux droits  de mutation
- Fonds national de péréquation des ressources intercommunales et communales (FPIC)